# كبويتا (بلدة)
كبويتا بلدة في أقصى جنوب شرق جنوب السودان بولاية شرق الاستوائية.

## المواصلات
بالمدينة مطار صغير، عبارة عن مدرج ترابي، كما ترتبط برياً بمدينة جوبا بطريق ترابي أيضاً.
أيضا يوجد في مدينة كبويتا ثلاثة محافظات والتي تتمثل في الاتي (1) كبويتا شرق والتي تغطي ثلاثة دول وهي أوغندا من ناحية الجنوب وكينيا من الشرق وإثيوبيا من الشمال الشرقي.

## الثقافة
تسيطر على المدينة مجموعة التبوسا العرقية خصوصا مناطق السهول الرعوية، كما تتواجد قبيلة الدينكا في المدينة كمزارعين يفضلون التلال الرطبة العالية الخصوبة في المنطقة.
خلال الحرب الأهلية استطاعت قوات جون قرنق من الاستيلاء على البلدة من القوات النظامية للسودان.